# 厙狄士文
厙狄士文（？—594年2月25日），代人，雍州大兴县（今陕西省西安市长安区）人，祖籍善无郡（今山西省右玉县），厙狄干之孫，厙狄伏敬之子，北齐、北周、隋朝官员。

## 生平
厙狄士文袭封父亲爵位章武郡王，官至領軍将軍。周武帝灭北齐，山東名士多欢迎進駐的周軍，厙狄士文閉門不出。武帝认为厙狄士文有气节，任命他为開府儀同三司、随州刺史。
隋文帝即位，加厙狄士文上開府之位，封湖陂县子。转任貝州刺史。为官清苦，家无余财。法令严酷，亲旧绝交，吏民畏惧。当時的人说他和贝州司马韦焜、清河县令赵达：「刺史罗刹政，司马蝮蛇瞋，长史含笑判，清河生吃人」。文帝听说後，嘆道「士文之暴，过于猛兽」，将他罷免。未几起任雍州長史，执法严正，不避权贵，宾客不敢上门，人们多持抱怨。
厙狄士文从妹美貌，入北齐後宮为嬪。北齐滅亡後，成为長孫览的側室。長孫览正妻鄭氏嫉妒她，向独孤皇后进讒言，皇后命長孫览与厙狄氏離绝。厙狄士文认为可耻，不与她见面。後应州刺史唐君明为母守丧，迎娶厙狄氏为妻，御史于是弹劾唐君明、厙狄士文。厙狄士文在獄中数日，于开皇十四年正月卅日（594年2月25日）憤恨而死，谥号缵公。
他有三个儿子，家无余财，亲友也不接济。

## 墓志
2009年入藏大唐西市博物馆。

大隋上開府三州刺史雍州長史湖陂公庫狄士文墓誌
君諱士文，今爲雍州大興縣人也。自鳳巢阿閣，締層構於軒皇；龍導河源，派長瀾於夏后。於是分封胙土，世雄燕代，降靈積慶，剋昌英傑。祖干，太宰，假黃鉞。父伏敬，十州刺史，章武王。或奔走雲雷，與平勃而等駕；或經綸王霸，顧方邵以連衡。公天質爽儁，神彩亮拔，既見奇於骨法，亦取異於眸子。暨齊文宣御宇，爰建少陽，妙選貴游，以爲侍講，尋除通直散騎常侍，襲爵章武王，又除開府儀同，武衛大將軍，內領軍，樂陵縣開國公，判并省右僕射事。武平之季，齊運告終，牧野莫不倒戈，舟內盡爲敵國，公確然鐵石，不避湯火，苦戰效死，勢屈道窮。周武于時深嘉誠節，即授開府儀同，隋州刺史。大象之始，弓車晏駕，司馬消難跋扈安陸，影響奸逆，晝夜攻圍。公雖異叔敖秉羽甘寢，不殊墨子縈帶全城。有詔特徵，賜金帶馬物，除上開府，□州總管，安州刺史，湖陂縣開國子。開皇二年，除使持節，貝州刺史。兩河風土，聞之舊令，二境滯訟，會待披圖。公乃儉己約躬，正繩直筆，不踰七日，望司寇以行威；徒悅兩天，踵冀州而按事。於是夜無犬吠，朝設雀羅。又授平陳行軍總管，國家龔行天討，有征無戰，亦既凱旆，還任貝州刺史，又授雍州長史。翼宣神牧，不止實賴王休徵；敷謁天庭，故乃遥許汲長孺。豈徒福善無驗，奄從化往，以開皇十四年正月卅日，薨於京師之第。皇情軫悼，禮備哀榮，諡曰纘公，特給墓田，祭贈追厚。其年三月十二日葬於杜陵之南三里。惟公識悟機警，器韻清高，雖世有絲緡，門傳將相，駟馬高盖，唯憂物極則反；懷黃佩紫，常懼福過生灾。假使野出璧田，未方天乙歸妹；庭生玉樹，莫匪世族公孫。然則得免躬薪，纔異王良之婦；不容食菓，更等張磐之胤。不期搏風始運，竟未果於南溟；駐日不留，遂翻歸於北郭。乃爲銘曰：
燕山降氣，瀚海流精。資神鍾美，挺秀民英。草昧帷幄，野戰攻城。玄武應讖，白馬刑牲。累將重侯，錫社開國。良弓踵武，承家載德。夙興夜寐，清平强直。憂國忘家，畏知去惑。頻司禁闥，亟歷名蕃。貂珥蘭錡，駟牡朱軒。萬鍾盡散，四壁空存。唯將清白，留遺子孫。駕言九京，車過三步。大夫之壟，將軍之墓。桂月霄懸，松風曉度。方吟牧竪，徒傷親故。

## 脚注
1. 1 2  杜镇, , 《唐史论丛》 (第01期), 2015年, (第01期): 103–117  [2021-02-09], （原始内容存档于2021-04-22）